# Ondrej Nepela
Ondrej Nepela (Bratislava, 22. siječnja 1951. – Mannheim, 2. veljače 1989.), čehoslovački klizač slovačkog podrijetla u umjetničkom klizanju.

## Karijera
Nepela je s klizanjem započeo od svoje sedme godine. Na svojem prvom međunarodnom natjecanju i prvoj olimpijadi (Zimske olimpijske igre 1964.), s 13 godina; završio je na 22 mjestu. Kasnije osvaja pet zlatnih medalja na Europskim prvenstvima u vremenskom razdoblju od 1969. do 1973. Naslov svjetskog prvaka dobiva 1971., 1972., i 1973. godine kao i olimpijskog prvaka na Olimpijadi 1972. godine. Poslije dobivene zlatne medalje na Olimpijskim igrama, Nepela se namjeravao povući s klizačke scene, ali ostaje aktivan još godinu dana zbog održavanja sljedećeg Svjetskog prvenstva u Bratislavi. 
Poslije amaterske karijere, Nepela je klizao još 13 godina s grupom klizača pod imenom "Holiday on Ice". Nakon toga postaje trener u Nemačkoj. Jedna od njegovih klizačica bila je i Claudia Leistner koja je osvojila europsku titulu 1989. godine. Nepela je umro od zdravstvenih komplikacija izazvanih AIDS-om, 1989. godine, sa svojih 38. godina. Od 1993., Slovački klizački savez svake godine organizira Memorijalni turnir "Ondrej Nepela". U prosincu 2000-te, Slovačka ga je proglasila športašem stoljeća. Njegov bivši trener, Mudra, primio je nagradu u njegovo ime.